# Lijst van afleveringen van MythBusters (seizoen 10)
Dit is een lijst van de verschillende mythen en broodjeaapverhalen uitgetest in het tiende seizoen van de televisieserie MythBusters. Mythen kunnen drie uitkomsten hebben: Busted (de bewering klopt niet), Plausible (de bewering is mogelijk juist), of Confirmed (de bewering werd bevestigd).

## Aflevering 179 – Duct Tape Island
- Originele uitzenddatum: 25 maart, 2012

Het juniorteam doet niet mee in deze aflevering.
Een schipbreukeling die op een onbewoond eiland aanspoelt met alleen een rol ducttape in zijn bezit, kan dit gebruiken om:
| Mythe                         | Status    | Notities |
| ----------------------------- | --------- | --- |
| …een noodsignaal te maken     | Confirmed | Adam en Jamie maakten een groot SOS-signaal van de ducttape, verzwaard met stenen in de hoeken en zichtbaar tot op 6.4 kilometer hoogte. Wel merkte Jamie op dat de grijze kleur nadelig kan zijn om de aandacht mee te trekken. |
| …kleren te maken              | Confirmed | Adam maakte een zonnehoed van ducttape, en beide mannen maakten later sandalen van ducttape. |
| …zoet water te vinden         | Confirmed | Jamie maakte van ducttape een primitief systeem om water te zuiveren, en Adam maakte een houder om water in te vervoeren. |
| …eten te vinden               | Confirmed | Jamie maakte met behulp van Ducttape speren van meerdere taken, en ving hier vis mee. Adam gebruikte een net van ducttape om kippen mee te vangen.                                                                               |
| …Vuur te maken                | Confirmed | Adam maakte een vuurboor van bamboo, met de ducttape als pees voor de boog. |
| …onderdak te maken            | Confirmed | Adam maakte van ducttape hangmatten, en kon met behulp van ducttape dakbedekking, stoelen, een tafel en een schaakbord van takken, bladeren en stukjes hout.                                                                     |
| …gefocust te blijven          | Confirmed | Jamie hield zichzelf bezig met pogingen een surfplank te maken. Hoewel dit mislukte, gaf hij toe dat het hem wel scherp en alert hield.                                                                                          |
| …te ontsnappen van het eiland | Confirmed | Adam en Jamie probeerden beiden een zeewaardig vaartuig te maken dat groot genoeg is voor hen beiden en wat proviand. Ze ontwierpen een kano van een bamboe frame en een buitenwerk van tape. De kano hield het zeven uur vol.   |

## Aflevering 180 – Fire vs. Ice

### Fire vs. Ice
| Mythe | Status | Notities |
| --- | ------ | --- |
| Een brandblusser op basis van koolstofdioxide, kan worden gebruikt om een aanval met een vlammenwerper af te slaan. | Busted | Bij een eerste test met een eigen vlammenwerper wist Adam het vuur te doven, maar moest Jamie erg dicht naderen. Bij de grote test met een militaire vlammenwerper bleek de brandblusser niet opgewassen tegen de vlammen. |

### Dust Devil
| Mythe | Status | Notities |
| --- | ------ | --- |
| Een groep auto's die op een zandweg rondjes gaat rijden, kan een stofwolk veroorzaken die groot genoeg is om surveillerende drone te verblinden (gebaseerd op een scène uit de film Body of Lies.) | Busted | Kari moest in het midden van een cirkel gaan staan, terwijl Tory en drie coureurs rondjes om haar zouden rijden en een van hen zou proberen haar ongezien in de auto te trekken. Grant moest van bovenaf toekijken of hij kon zien in welke auto Kari werd meegenomen. Met een gewone camera lukte hem dit niet, maar met een infraroodcamera (zoals die ook gebruikt wordt door de drones in de film) wel. Bij een extra test met een brandblusser lukte het wel de camera te misleiden, maar dat kwam in de film niet voor. |

## Aflevering 181 – Square Wheels
- Originele uitzenddatum: 8 april, 2012

### Square Wheels
| Mythe                                                                                  | Status    | Notities |
| -------------------------------------------------------------------------------------- | --------- | --- |
| Een auto met vierkante wielen kan bij hoge snelheden toch vloeiend rijden.             | Plausible | Adam en Jamie ontwierpen zelf een set vierkante wielen die een pick-uptruck konden dragen, compleet met banden. Met behulp van een vibratiesensor werd gemeten hoe vloeiend de auto reed. Ondanks gebreken zoals een wiel dat losschoot, bleek de mythe grotendeels waar. |
| Vierkante wielen zijn handiger dan ronde als een auto tegen een heuvel op moet rijden. | Busted    | De auto kwam met ronde wielen even ver als met vierkante. |

### Date Night Car
Deze mythen waren gebaseerd op de film Date Night, waarin een taxi en een sportwagen aan elkaar vast komen te zitten met hun voorbumpers en zo samen een reeks manoeuvres uitvoeren. Het juniorteam bemachtigde twee auto's gelijk aan die uit de film, bevestigden die aan elkaar, en onderzochten of ze…
| Mythe                                  | Status    | Notities |
| -------------------------------------- | --------- | --- |
| …in een rechte lijn konden rijden.     | Confirmed | Grant en Kari in de Sedan duwden de taxi met Tory erin zonder moeite achteruit, al kostte sturen wat moeite. |
| …een bocht van 90 graden konden maken. | Busted    | De wagens konden niet ver genoeg draaien om de bocht te nemen. Ook toen de omstandigheden uit de film beter werden nagebootst, zoals een nat wegdek en kale achterbanden bij de taxi, lukte het niet.                            |
| …180 graden konden draaien.            | Confirmed | de wagens reden met 80 kilometer per uur naar een nat wegdek, waarna Tory en Grant tegelijk het stuur in tegenovergestelde richting draaiden. De auto's maakten de draai, maar wel met zichtbare schade aan de wielen en banden. |

## Aflevering 182 – Swinging Pirates
- Originele uitzenddatum: 15 april, 2012

### Pirate Swing
Adam en Jamie onderzochten in deze aflevering een paar mythen uit de film Pirates of the Caribbean: Dead Man's Chest omtrent de scène waarin de piraten ontsnappen uit de ronde kooien waarin ze boven een ravijn zijn opgehangen.
| Mythe | Status    | Notities |
| --- | --------- | --- |
| Het is mogelijk om, met enkel het lichaamsgewicht van de inzittenden als hulpmiddel, de kooi met zes mensen erin genoeg in beweging te krijgen om de rand van het ravijn te bereiken. | Busted    | De kooi werd aan een 24 meter lange kabel aan een bouwkraan gehangen. De zes mensen in de kooi (Adam, Jamie en vier ervaren trapezeartiesten) konden de kooi op eigen kracht niet genoeg in beweging krijgen om de gewenste afstand te overbruggen. |
| Eenmaal bij de rand van het ravijn, kunnen de inzittenden van de kooi lianen vastgrijpen en vasthouden.                                                                               | Plausible | Hiervoor werd een reeks touwen aan de rand van een gebouw gehangen, en de kooi werd via een slinger richting het gebouw geslingerd. De inzittenden konden de touwen vastgrijpen.                                                                    |
| na het vastgrijpen van de lianen, kunnen de inzittenden met kooi en al naar de top van het ravijn klimmen.                                                                            | Plausible | De groep overbrugde de 3,7 meter naar de top. |

### Ballistics Barrel
| Mythe | Status | Notities |
| --- | ------ | --- |
| Een olievat van 208 liter gevuld met 15 liter methanol kan van wielen worden voorzien en door de brandende methanol worden aangedreven als een primitieve kart. | Busted | Bij de eerste pogingen kwam de wagen niet verder dan een paar meter. Bij schaaltesten werd gezocht naar beter omstandigheden. Maar ook hun uiteindelijke ontwerp, met een neuskegel en een scubatank voor de methanol, haalde hooguit een snelheid van 8 kilometer per uur. |

## Aflevering 183 – Battle of the Sexes
Adam, Jamie en het juniorteam, bijgestaan door een team van 10 mannen en 10 vrouwen, onderzochten of mannen en vrouwen inderdaad beter zijn in specifieke acties.
| Mythe                                                                  | Status                                   | Notities |
| ---------------------------------------------------------------------- | ---------------------------------------- | --- |
| Mannen zijn betere chauffeurs, maar rijden wel vaker te hard.          | Confirmed (1e helft) / Busted (2e helft) | Adam en Jamie lieten de vrijwilligers een rijexamen afleggen, met een professionele instructeur erbij. Alle vrijwilligers droegen gezichtsbedekkende kleding en spraken niet zodat de instructeur niet kon weten of hij nu een man of een vrouw naast zich had zitten. De mannen scoorden beter (79 punten tegen 71 bij de vrouwen). 7 mannen reden minimaal 1 keer te hard, tegen 9 vrouwen. |
| Vrouwen kunnen beter emoties inschatten aan de hand van de ogen.       | Confirmed                                | Adam, Jamie, en het juniorteam maakten foto's van zichzelf met verschillende gelaatsuitdrukkingen en emoties, en toonden hiervan vervolgens alleen de ogen aan de vrijwilligers. De vrouwen reageerden sneller op de vraag wat de emotie van de persoon op de foto was, en gaven vaker het juiste antwoord.                                                                                   |
| Mannen kunnen beter barbecueën.                                        | Busted                                   | Adam en Jamie lieten de vrijwilligers tegelijk dezelfde gerechten (groentespiesjes, een drumstick, een hamburger en een steak) klaarmaken op de barbecue. Alle deelnemers hadden 1 uur de tijd, waarna Adam, Jamie en een professionele kok de gerechten keurden. De gemiddelde score was 46 voor de mannen en 42 voor de vrouwen; een te klein verschil voor een duidelijke conclusie.       |
| Mannen kunnen beter kaartlezen.                                        | Busted                                   | Het juniorteam vroeg de vrijwilligers hen de juiste weg van A naar B te wijzen, met enkel een kaart als hulpmiddel. Er werd onder andere gelet op hoe vaak de navigator de fout in ging en of hij/zij wel de meest efficiënte route uitzocht. Vrouwen scoorden 74 punten en mannen 77. |
| Mannen kunnen beter de auto inpakken voor een vakantie of lange tocht. | Confirmed                                | Adam en Jamie gaven de vrijwilligers de opdracht een aantal spullen, waaronder een pop die voor een levende baby moest doorgaan en enkele breekbare spullen, in een auto te laden en er een stukje mee te rijden. Deelnemers kregen 15 minuten de tijd. Mannen scoorden gemiddeld 51 punten en vrouwen 45.                                                                                    |

## Aflevering 184 – Driving in Heels

### Driving Dangerously
| Mythe                                                                                        | Status | Notities |
| -------------------------------------------------------------------------------------------- | ------ | --- |
| Bepaalde soorten schoeisel kunnen iemands rijprestaties significant beperken of beïnvloeden. | Busted | Adam en Jamie probeerden met zes verschillende soorten schoeisel een ritje te maken in een simulator. Hoge hakken, sneeuwlaarzen en dikke zolen leverden de traagste tijd op. Deze werden vervolgen in een echte auto uitgetest. Beide legden met al deze schoenen aan een parcours af, maar er was geen significant verschil te zien met hun rijprestaties. |
| Rijden met een volle blaas is net zo gevaarlijk als dronken rijden.                          | Busted | Adam moest een parcours twee keer afleggen, met Jamie als beoordeler. Bij de eerste dronk Adam veel water, en bij de tweede genoeg alcohol om net onder de toegestane limiet te blijven. Bij de tweede rit scoorde Adam significant slechter dan bij de eerste.                                                                                              |

### Super Adhesive Heroics
| Mythe | Status    | Notities |
| --- | --------- | --- |
| Superlijm kan worden gebruikt om het meubilair van een kamer aan het plafon te plakken, en zo de indruk te wekken dat de kamer ondersteboven is gekeerd. | Confirmed | Het juniorteam deed eerst een reeks testen om de kracht van de superlijm te testen. Daarna maakten ze een eigen hotelkamer en probeerden binnen zes uur al het meubilair aan het plafon vast te krijgen. Dat lukte. |
| Superlijm is sterk genoeg om een chauffeur bij een auto-ongeluk stevig in zijn/haar stoel vast te houden, ook als hij/zij geen gordel draagt.            | Busted    | Bij de eerste test met twee Busters (een vastgelijmd, de ander met een gordel om) schoot de vastgelijmde Buster los terwijl de Buster met de gordel de botsing doorstond. Nadien bleek echter dat dit kwam doordat Busters' broek was gescheurd, en niet omdat de lijm het had begeven. Bij de tweede test kreeg Buster daarom een stevig wetsuit aan, maar ook hier scheurde hij uit. |

## Aflevering 185 – Revenge of the Myths
In deze aflevering gaven de MythBusters op advies van de fans een nieuwe draai aan een paar oude mythen.

### Revenge of the Water Cannon
| Mythe                                                                                         | Status    | Notities                                                                                |
| --------------------------------------------------------------------------------------------- | --------- | --------------------------------------------------------------------------------------- |
| Een boiler die op zijn kant ligt, kan als hij te ver onder druk wordt gezet als kanon dienen. | Confirmed | Hoewel de kanonskogel niet zo ver kwam als bij een echt kanon, werkte het principe wel. |

### Fireworks Man 2
| Mythe | Status    | Notities |
| --- | --------- | --- |
| Een voortzetting van de "Fireworks Man" mythe uit 2010; de gewenste afstand van 46 meter zou wel mogelijk zijn indien gebruik wordt gemaakt van een beter ontwerp. | Confirmed | Het juniorteam maakte nieuwe constructies die werden getest in een windtunnel van NASA. Het beste ontwerp werd op grote schaal uitgewerkt en gestest met Buster en 500 vuurpijlen. Het principe werkte dit keer wel. |

### Bird Balance Limo
| Mythe | Status | Notities |
| --- | ------ | --- |
| Een voortzetting van de "Bird Balance" mythe uit 2011; een limousine kan, in tegenstelling tot een gewone auto, wel door een vogel uit balans worden gebracht. | Busted | Tory maakte een18 kilo zware namaakvogel ter simulatie van een Koritrap; de zwaarste vliegende vogel ter wereld. Maar ook dit gewicht kon een limousine die op de rand van een afgrond balanceerde niet uit balans brengen. |

### Excavator Viral Challenge
Een voortzetting van "Excavator Exuberance" uit 2011. Een graafmachine kan worden gebruikt om…
| Mythe                                            | Status    | Notities |
| ------------------------------------------------ | --------- | --- |
| …een draad door het oog van een naald te steken. | Confirmed | Jamie bediende de machine terwijl Adam aanwijzingen gaf. Na enkele minuten slaagde de opzet.                        |
| …een glaasje wijn in te schenken                 | Confirmed | Jamie tilde de fles in de juiste positie met de graafmachine, en Adam schoot de kurk eraf met een paintballpistool. |

## Aflevering 186 – Bouncing Bullet

### Bouncing Bullets
| Mythe | Status | Notities |
| --- | ------ | --- |
| Een automobilist die wordt gevolgd door een andere auto, kan de bestuurder van die auto uitschakelen door met een vuurwapen op het wegdek te schieten zodat de kogels als ze weer omhoog ketsen de bodem van de achtervolgende wagen doorboren. | Busted | Deze mythe komt uit de serie Burn Notice. Allereerst onderzochten de MythBusters hoe kogels afketsen op een wegdek, en of een kogel na eerst de weg te hebben geraakt nog genoeg kracht heeft om de onderkant van een auto te doorboren. Een hoek van 16 graden bleek het beste. Bij de test op grote schaal bleken de kogels echter tegen te worden gehouden door metalen onderdelen onder de auto. Daarmee bleek de mythe dus Busted. Als alternatief onderzochten Adam en Jamie of het lekschieten van de banden van een achtervolgende auto een efficiënte manier is om hem af te schudden. 805 meter na het schot was de band volkomen leeg en moest Adam de auto stoppen. |

### Shock Wave Surf
| Mythe | Status | Notities |
| --- | ------ | --- |
| De schokgolf van een explosive kan een springend mens een extra zetje geven en zo extra ver laten springen. | Busted | Kari en Tory gingen eerst verspringen om hun maximale springafstanden te bepalen, e Grant maakte een stikstofkanon om Buster te lanceren als ware hij een springend persoon. Hij werd ingesteld op de afstand en tijd van wereldrecord verspringers (7,6 meter, 1 seconde). Voor de test werd Buster op 15 meter afstand van een explosie gezet. Zowel bij gebruik van C-4 als ANFO sprong Buster niet verder dan zonder explosie. |

## Aflevering 187 – Bubble Pack Plunge

### Bubble Boy
| Mythe | Status | Notities |
| --- | ------ | --- |
| Een persoon gewikkeld in noppenfolie kan van een 11 meter hoog gebouw springen en het overleven zonder verwondingen. | Busted | Deze mythe kwam uit een viral video. Adam en Jamie voorzagen Buster van snelheidsmeters en gooiden hem eerst zonder noppenfolie van een 11 meter hoog gebouw. Hierbij kreeg hij een klap van 300 g te verduren. Nadat hij in 10.2 centimeter aan folie was gewikkeld, werd dit gereduceerd naar 260 g; nog steeds te hoog om de val te overleven. Na schaaltesten om te bepalen hoeveel folie er wel nodig zou zijn, sprong Adam, gewikkeld in folie, van 4,6 meter hoogte. Hij kreeg 9 G te verduren en doorstond de val dus, maar vond het folie erg ongemakkelijk zitten. Bij de 11-meter test met Buster kreeg Buster 48 G te verduren. Hij zou de val dus wel hebben overleeft, maar met verwondingen. |

### Bond Car Flip
| Mythe | Status | Notities |
| --- | ------ | --- |
| Een auto voorzien van een door raketten aangedreven schietstoel, kan indien hij ondersteboven komt te liggen zichzelf die die stoel af te schieten weer rechtop zetten. | Busted | De mythe komt uit de film Die Another Day. Na het bestuderen van de filmbeelde, besloot het team om genoeg raketten te gebruiken om de stoel tot een hoogte van 6.1 – 7.6 meter te lanceren. Ook werd een auto gelijk aan die uit de film gebruikt. Bij de test bleek de stoel niet in staat de auto weer rechtop te krijgen. De stuwkracht van de raketten was te klein in verhouding tot het gewicht van de auto. Een tweede test met meer raketten kreeg de auto ook niet rechtop, maar stak hem wel in brand. Pas toen een aangepast stikstofkanon werd gebruikt lukte het. |

## Aflevering 188 – Duel Dilemmas

### Duel Dilemma
| Mythe                                                                                      | Status | Notities |
| ------------------------------------------------------------------------------------------ | ------ | --- |
| Een persoon gewapend met een mes kan het nooit winnen van iemand gewapend met een pistool. | Busted | Jamie oefende eerst wat op meswerptechnieken, terwijl Adam een paintballpistool maakte dat snel getrokken en afgevuurd kon worden. Bij een eerste confrontatie, waarbij Jamie waterballonnen gebruikte als vervanging van het mes, kon hij Adam met een ballon raken voordat deze kon schieten. Adam wist na meerdere pogingen echter de ballon te ontwijken en Jamie te treffen. Daarna werd onderzocht of iemand met het mes in de hand ook kans van slagen had. Indien Jamie vanaf een afstand van 4,9 meter of minder op Adam af kwam rennen, kon hij hem bereiken en met het mes raken voordat Adam de kans had zijn pistool te trekken en te schieten. |
| In een zwaardgevecht zal de persoon die als eerste aanvalt altijd verliezen.               | Busted | Adam en Jamie ondergingen eerst kendotraining, waarna ze elkaar te lijf gingen en om beurten als eerste aanvielen. Elk van de 20 confronataties eindigde in gelijkspel of een overwinning voor de aanvaller. |

### Fire Dragon
| Mythe                                                                                             | Status    | Notities |
| ------------------------------------------------------------------------------------------------- | --------- | --- |
| In het 14e-eeuwse China had men reeds een primitieve raket die een regen van pijlen kon loslaten. | Plausible | Op basis van historische tekeningen maakte Kari eerst een schaalmodel, dat echter onstabiel bleek. Een tweede model met wat verbeteringen bleek al beter te werken. Voor de grote test werd een 1.8 meter lange raket gebouwd. Bij een test in de werkplaats bleek deze de pijlen met genoeg kracht af te kunnen vuren om ze in een muur te boren. Tijdens de test in de woestijn bleek het wapen te werken, maar bijna geen van de doelwitten werd geraakt. |

## Aflevering 189 – Hollywood Gunslingers
| Mythe | Status                                   | Notities |
| --- | ---------------------------------------- | --- |
| Unlimited Ammo: de lengte van een gemiddeld vuurgevecht in een actiefilm is realistisch.                                                                              | Busted                                   | Het juniorteam koos vier volautomatische vuurwapens voor deze test: MAC-10 en Uzi machinepistolen, een AK-47 en een M16 geweer. Bij elk wapen was het magazijn in 2 seconden leeggeschoten, en bij de Mac-10 en Uzi werden in 10 seconden twee magazijnen erdoor gejaagd. Op basis hiervan werd geconcludeerd dat vuurgevechten in films onrealistisch veel tijd in beslag nemen indien de personages niet over een grote hoeveelheid munitie beschikken.                                     |
| Hollywood Stances: een persoon die twee pistolen tegelijkertijd afvuurt, kan een doelwit effectiever raken dan een persoon die een pistool met twee handen vasthoudt. | Confirmed                                | Adam en Jamie vuurden om beurten twee pistolen af en beoordeelden de snelheid en accuraatheid van hun schietkunsten. Zowel bij één doelwit als bij twee doelwitten bleek met twee pistolen schieten effectiever dan met één wapen schieten. |
| Kogels blijven ook als ze in het water worden geschoten dodelijk. | Busted                                   | Adam en Jamie toonden hiervoor oud beeldmateriaal van de "Bulletproof Water" test uit 2005, waaruit reeds bleek dat water kogels enorm afremt of zelfs versplintert. |
| MAC-10 vs. Stairs: Een MAC-10 die van de trap wordt gegooid kan door de klap vanzelf schieten (uit de film True Lies).                                                | Busted                                   | Grant en Tory lieten een MAC-10 geladen met losse flodders vanaf verschillende hoogtes van de trap vallen, maar er volgde geen schot. Volgens Grant was het pistool uit de film aangepast zodat het makkelijker afging. |
| Nailgun Gun: een spijkerpistool kan net zo dodelijk zijn als een vuurwapen.                                                                                           | Busted                                   | Als test vuurde Tory een 9 mm pistool van 4.3 meter afstand af op een doelwit, en deed daarna hetzelfde met een spijkerpistool. De spijkers veroorzaakten slechts kleine verwondingen. |
| Action vs. Reaction: In een vuurgevecht heeft de persoon die als tweede zijn wapen trekt meer kans om te winnen.                                                      | Busted                                   | Het juniorteam onderzocht eerst hoelang het duurt om op eigen initiatief een pistool af te vuren (actie), en daarna hoelang het duurt indien ze moesten reageren op een rood licht (reactie). Kari en Tory hadden beide een tragere reactie dan actie. Adam en Jamie zetten een hindernisparcours op om te onderzoeken hoe men reageert op een vijandige schutter. In elke confrontatie bleek de persoon die als eerst zijn wapen trok een voordeel te hebben.                                |
| Weird Bullets: Kogels gemaakt van zilver of met de naam van hun doelwit erin gegrafeerd zijn net zo efficiënt als normale kogels.                                     | Busted (zilver) / Confirmed (gegrafeerd) | Voor deze test werden kogels vanuit een M1 Garand afgevuurd op kleiblokken. Normale loden kogels schoten makkelijk door deze blokken heen. De zilveren kogels bleken lastiger om te richten en hadden minder penetratie. De gegraveerde kogels deden het net zo goed als de loden kogels. Kari merkte op dat zilver vaak inkrimpt en vervormt als het afkoelt na in een vorm te zijn gegoten, waardoor deze kogels mogelijk niet meer de juiste vorm hadden om in een rechte lijn te vliegen. |
| Hero Never Hit: Iemand kan dwars door een vuurgevecht heenrennen zonder te worden geraakt.                                                                            | Busted                                   | Tory moest voor deze test een hindernisparcours afleggen waarbij Grant en Kari op hem schoten met paintballpistolen. Hij hield het zes seconden vol alvorens te worden geraakt. Toen hij zelf ook een wapen kreeg om terug te schieten, hield hij het 32 seconden vol en raakte zowel Grant als Kari. |
| What Is Bulletproof? | Verschillende resultaten                 | Dit was een compilatie van beeldmateriaal uit voorgaande afleveringen over welke voorwerpen wel en niet kogelwerend zijn. |

## Aflevering 190 – Titanic Survival

### A Titanic Tale
| Mythe                                                                    | Status    | Notities |
| ------------------------------------------------------------------------ | --------- | --- |
| Jacks dood aan het eind van de film Titanic had voorkomen kunnen worden. | Plausible | Eerst maakte Adam een schaalmodel van de scène waarin Rose en Jack zich vastklampen aan een stuk drijfhout. Hieruit bleek dat het hout maar één persoon tegelijk kan dragen, net als in de film wordt vermeld. Vervolgens onderzochten hij en Jamie of een mens het inderdaad 63 minuten uit kan houden in het koude zeewater alvorens onderkoeling toeslaat. Dit bleek niet mogelijk voor een mens in het water, maar wel voor iemand die onder gelijke omstandigheden op een stuk hout ligt. Tot slot speelden Adam en Jamie de scène uit de film na. Ook nu bleek het niet mogelijk voor het stuk hout om hen beide te dragen. Pas toen Adam een reddingsvest onder het hout bevestigde, konden ze er beide op gaan liggen zonder dat het zonk. Dat is een aanpassing die in de film ook toegepast had kunnen worden. |

### Rocket Surfer
| Mythe | Status | Notities |
| --- | ------ | --- |
| Een surfer kan op een surfplank met een raket eraan vast een snelheid van 32 kilometer per uur halen, gedurende 30 seconden. | Busted | Bij de eerste test bleek de surfplank door de harde voortstuwing achterover te slaan. Concluderend dat 1 enkele raket niet zou werken, gebruikte het Junior team vervolgens 200 kleinere raketten. Tory probeerde op deze surfplank te surfen, maar viel er na een paar seconden al af door de G-krachten. |

## Aflevering 191 – Trench Torpedo

### Trench Torpedo
| Mythe | Status    | Notities |
| --- | --------- | --- |
| loopgraven uit de Eerste Wereldoorlog werden expres gegraven met scherpe bochten erin, om zo de schokgolf van een explosie in te dammen. | Plausible | Adam en Jamie vergeleken een loopgraaf met 2 hoeken van 90 graden met een rechte loopgraaf en een loopgraaf met flauwe bochten erin. Bij een test met explosies bleek de loopgraaf met scherpe bochten inderdaad de meeste kans op overleving te bieden. |

### Party Balloon Pile-Up
| Mythe | Status | Notities |
| --- | ------ | --- |
| Als een auto volgepropt met ballonnen een botsing krijgt, doen de ballonnen voldoende dienst als airbag om de chauffeur er goed vanaf te laten komen. | Busted | Eerst onderzocht het team welke ballonnen het beste bestand zijn tegen een klap van buitenaf; grote, kleine, of ballondieren. Dit bleken de grote ballonnen te zijn. Maar zelfs toen de testauto met deze ballonnen werd volgepropt, bleek een botsing nog steeds fataal voor inzittenden; 130 g aan druk op de borstkas en 115 g op het hoofd. |

## Aflevering 192 – Hail Hijinx

### Cliffhanger Bridge Boom
| Mythe | Status | Notities |
| --- | ------ | --- |
| Het is mogelijk om veilig van een instortende touwbrug af te springen, zoals te zien in de film Cliffhanger. | Busted | Na testen met een schaalmodel, waarbij al bleek dat een instortende touwbrug niet meer genoeg stabiliteit biedt voor een sprong, maakten Adam en Jamie een echte touwbrug van 24 meter lang en probeerden hier zelf af te springen. Meteen zodra de brug aan een zijde werd losgemaakt, verslapte hij zodanig dat verder rennen en eraf springen niet meer mogelijk was. |

### Hail Hijinks
| Mythe                                         | Status               | Notities |
| --------------------------------------------- | -------------------- | --- |
| Een flinke hagelbui kan een boot doen zinken. | Plausible (krap aan) | Het Junior team testte 2 mogelijke scenario's: dat de hagel een gat in de boot slaat waardoor er water inloopt, of dat de boot zo vol raakt met hagelstenen dat hij te zwaar wordt en zinkt. Het eerste scenario bleek onmogelijk; de hagelstenen ter grootte van een tennisbal konden boten van zowel hout, aluminium als glasvezel niet doorboren, tenzij het hout rot was. Het tweede scenario bleek wel mogelijk, zij het met 1814 kilo aan ijs. |

## Aflevering 193 – Fright Night

### The Haunted Hum
| Mythe                                                                                             | Status | Notities |
| ------------------------------------------------------------------------------------------------- | ------ | --- |
| Er bestaat een onhoorbaar geluid, dat mensen kan doen denken dat het spookt op een bepaalde plek. | Busted | Adam en Jamie kozen voor een geluid van 19 hertz. Vervolgens nodigden ze een groep van 10 vrijwilligers uit, die een voor een vier identieke verlaten huisjes moesten bezoeken. Nadien moesten ze zeggen bij welk van de vier huizen ze zich het meest ongemakkelijk voelden. Slechts 2 van de 10 kozen hierbij het huis waar het geluid werd afgespeeld. |

### The Smell of Fear
| Mythe                                                              | Status    | Notities |
| ------------------------------------------------------------------ | --------- | --- |
| Mensen geven als ze bang zijn een duidelijk detecteerbare geur af. | Plausible | Ter controle moesten Kari, Tory en Grant eerst zweet verzamelen tijdens intensief sporten. Daarna werden ze blootgesteld aan respectievelijk schorpioenen, slangen en ratten om angstzweet te verzamelen. Toen twaalf vrijwilligers elk zes zweetmonsters moesten beoordelen, konden ze 2 van de 6 correct identificeren als angstzweet. Zweetdeskundige Pamela Dalton wist er meer goed te identificeren, waardoor de mythe als plausible werd bestempeld. |

### Dead Body Disposal
| Mythe                                              | Status    | Notities |
| -------------------------------------------------- | --------- | --- |
| Een dood lichaam is makkelijk te vervoeren.        | Plausible | Adam en Jamie moesten voor deze mythe elk een hindernisbaan afleggen waarbij ze een 68-kilo zware pop moesten oppakken van een tafel, vervolgens verstoppen in een kast, door een raam schuiven, een trap opdragen, en tot slot in een tapijt wikkelen en in de kofferbak van een auto stoppen. Ter controle moesten ze eerst een stalen ketting van hetzelfde gewicht dragen. Bij de controletest deden Adam en Jamie er respectievelijk 3:06 en 4:33 minuten over, maar met de pop 1:20 en 1:55 minuten. De lijken waren makkelijker te dragen vanwege hun vorm. |
| Een ondiep graf kan in 20 minuten worden gegraven. | Busted    | Jamie had 2 uur nodig om een graf van 0,6 meter diep te graven. Hij werd gehinderd door harde aarde en stenen. |

## Aflevering 194 – Mini Myth Medley
Deze vier mythen werden gekozen uit inzendingen van kijkers.
| Mythe | Status    | Notities |
| --- | --------- | --- |
| Het is makkelijk om de rug van je eigen hand te herkennen.                                                                               | Confirmed | Adam en Jamie namen foto's van de handen van 100 mensen (50 mannen, 50 vrouwen). Daarna moesten 12 van die vrijwilligers in 60 seconden de foto van hun eigen hand herkennen in een collage met 10 foto's. 11 van de 12 slaagden hierin. |
| Monk Magic: Het is mogelijk een naald door een glasplaat te gooien, zonder het glas te doen verbrijzelen (gebaseerd op een viral video). | Busted    | Kari, Tory en Grant konden zelf niet een naald door een glasplaat van 3,2 millimeter dik gooien. Pitcher Matt Cain probeerde het vervolgens, maar ook hij kreeg de naalden niet door het glas heen. Toen werd overgestapt op een glasplaat van 0,8 millimeter dik lukte het wel, maar de glasplaat verbrijzelde. Daarmee werd geconcludeerd dat het voor mensen niet mogelijk is. Tory slaagde er later met een luchtdrukgeweer wel in een naald door het glas te schieten zonder het te verbrijzelen.                                                                      |
| Underwater Bike Ride: Het is onmogelijk om onder water te fietsen.                                                                       | Busted    | Adam en Jamie slaagden er wel in te fietsen in een ondiep zwembad, waarbij hun lichaam nog half boven water uitstak. In een diep zwembad zorgden de weerstand van het water en het drijfvermogen van zowel fiets als fietser ervoor dat de fiets omviel. Adam voegde vervolgens 23 kilo aan gewicht toe aan zijn fiets, en vulde de banden met siroop. Jamie verzwaarde zijn fiets eveneens; met 54 kilo aan halters en 9 kilo aan overig gewicht. Met deze gemodificeerde fietsen konden ze elk een klein stukje rijden op zowel een vlakke ondergrond als heuvelafwaarts. |
| In beweging blijven kan helpen om de drang tot urineren op te houden.                                                                    | Plausible | Ter controle moesten Grant, Kari en Tori meten hoelang ze zonder enig hulpmiddel hun wc-bezoek uit konden stellen. Tory en Grant hielden het 1 uur en 58 minuten vol, en Kari 2 uur en 39 minuten. De volgende dag werd de test herhaald, maar nu mochten ze de zogenaamde Potty Dance (bewegen op de plaats) uitvoeren. Torie hield het nu 1:30 uur vol, Grant 1:52 en Kari 2:46. Op de derde dag probeerden ze andere methodes zoals ontspanning zoeken. Dit keer waren de tijden voor Tori 2:05 uur, Grant 2:46 uur, en Kari 2:43 uur.                                   |

## Aflevering 195 – Cannonball Chemistry

### Mattress Mayhem
| Mythe | Status | Notities |
| --- | ------ | --- |
| Het is mogelijk om een sprong van 10,7 meter op een matras dat op een 1,4 meter diep zwembad drijft te overleven, zoals te zien in de tv-serie Burn Notice. | Busted | Bij een eerste test kreeg Buster bij de landing op het matras een kracht van 50 G te verwerken, wat tot zware verwondingen en zelfs de dood kan leiden. Bij een matras met springveren werd de klap zelfs versterkt tot 86 G. Bij een tweede test met 2 kadavers bleek een landing op een matras + water meer verwondingen teweeg te brengen dan een landing op alleen het water. Een professionele stuntman lukte het wel de sprong zonder verwondingen te doorstaan, maar daar dit training vereist werd de mythe toch bestempeld als Busted. |

### Cannonball Chemistry
| Mythe | Status    | Notities |
| --- | --------- | --- |
| In de 15e eeuw gebruikten sommige legers stenen kanonskogels in plaats van ijzeren, omdat deze dezelfde verwoesting veroorzaken maar nadien uiteen vallen zodat de vijand ze niet kan hergebruiken. | Plausible | Tijdens het testen van deze mythe werd per ongeluk een kanonskogel een woonwijk ingeschoten, met schade aan een huis en auto tot gevolg. Hierdoor werd het testen van de mythe met enkele maanden vertraagd. Een geoloog raadde het team aan om zandsteen, kalksteen en graniet te gebruiken voor de stenen kanonskogels. Bij een controletest met een ijzeren kanonskogel werden 2 bakstenen muren doorboord en in totaal 4 stenen gebroken. De zandsteenkogel brak slechts door 1 muur en brak 2 stenen. De kalksteenkogel brak ook door 1 muur en verwoeste 3 stenen. De granieten kogel brak door 2 muren en verwoeste 4 stenen. Daarbij brak iedere stenen kanonskogel inderdaad in kleinere stukken. |

## Aflevering 196 – Food Fables

### Car Cook-Off
| Mythe                                                                    | Status    | Notities |
| ------------------------------------------------------------------------ | --------- | --- |
| Het is mogelijk om een feestmaal te koken in het motorblok van een auto. | Confirmed | Geholpen door kok Alton Brown, onderzochten Adam en Jamie eerst hoe heet de verschillende onderdelen van een auto worden tijdens een ritje van 90 minuten. Dat bleek te liggen tussen de 93 en 260 graden. Terwijl Alton de maaltijd klaarmaakte, bouwden of modificeerden Adam en Jamie containers om het eten in de auto op te bergen. Na een autoritje van 4 uur bleken alle onderdelen van de maaltijd voldoende gaar om te eten. |

### Tryptophan Turkey
| Mythe                                                                              | Status | Notities |
| ---------------------------------------------------------------------------------- | ------ | --- |
| Het tryptofaan in kalkoenvlees is de oorzaak van een slaperig gevoel na feestmaal. | Busted | Voor deze test maakte Kari driemaal een maaltijd voor Grant en Tori: een feestmaal met kalkoen, een feestmaal met precies dezelfde hoeveelheid calorieën als de eerste maaltijd, maar nu zonder kalkoen, en een normaal formaat maaltijd met kalkoen. Na iedere maaltijd moesten de twee hun reactievermogen testen met een spelletje Whac-a-Mole. Bij de controletest vooral haalde Tory 61 punten en Grant 66. Na de eerste maaltijd haalde Tori een score van 47 punten en Grant 52. Na de tweede maaltijd waren hun scores 48 en 42. Na de derde maaltijd haalden ze 63 en 67 punten. Hieruit werd de conclusie getrokken dat de hoeveelheid calorieën in een grote maaltijd eerder de boosdoener is dan het tryptofaan. |

### Tastes Like Chicken
| Mythe                                                                     | Status | Notities |
| ------------------------------------------------------------------------- | ------ | --- |
| Het is makkelijk om de smaak van een onbekend vlees aan te zien voor kip. | Busted | Kari schotelde Grant en Tori een maaltijd voor met elf stukjes kip en negen stukjes exotisch vlees van onder andere ratelslang. Tory wist 17 van de 20 stukken vlees correct te identificeren, en Grant 11 van de 20. Tory gaf nadien aan dat de structuur van het vlees verraadde of het kip was of niet. Daarom werd de test herhaald, maar nu werd al het vlees eerst door een gehaktmolen gehaald. Ook werd ditmaal het vlees niet gekruid. Nu wisten Tory en Grant respectievelijk achttien en negentien van de twintig stukken vlees correct te identificeren. |

### Instant Popcorn
| Mythe | Status | Notities |
| --- | ------ | --- |
| Een zeker Chinees drukvat kan worden gebruikt om popcorn sneller te bereiden dan op welke andere manier dan ook. | Busted | Via zijn eigen snelle methode, te weten een met folie afgedekte kom boven een gasbrander, wist Adam binnen 1:45 minuten popcorn te maken. Bij het drukvat duurde het 9:31, en de popcorn leek meer op gepofte rijst dan popcorn. |